# Юшково (Бунинское сельское поселение)
Юшково — деревня в Урицком районе Орловской области России.
Входит в состав Бунинского сельского поселения.

## География
Расположена юго-восточнее деревни Провоторово в урочище Юшково на обеих берегах реки Щучка, впадающей в реку Неполодь.
В Юшково имеется одна улица — Пушкина.

## Население
| 2010 |
| ---- |
| 6    |